# Szandra Szöllősi-Zácsik
Szandra Szöllősi-Zácsik; z d. Zácsik; (ur. 22 kwietnia 1990 w Komárnie na Słowacji) – węgierska piłkarka ręczna, reprezentantka kraju, grająca na pozycji lewej rozgrywającej. Obecnie występuje w Ferencvárosi TC.

## Życie prywatne
Jej kuzynką jest Mónika Kovacsicz, węgierska piłkarka ręczna, reprezentantka kraju. Jej mężem jest Szabolcs Szöllősi, węgierski piłkarz ręczny. W marcu 2015 urodziła córkę Hannę.

## Sukcesy
- Mistrzostwa Węgier:
  -  2007
  -  2009, 2012
  -  2008, 2011
- Mistrzostwa Słowenii:
  -  2010
- Puchar Słowenii:
  -  2010
- Puchar zdobywców Pucharów:
  -  2011, 2012